# فرناندا بينيلا
فرناندا باز بينيلا روا (من مواليد 6 نوفمبر 1993) هي لاعبة كرة قدم تشيلية تلعب كمدافعة نادي أونيفرسيداد دي تشيلي والمنتخب التشيلي الوطني للسيدات.

## روابط خارجية
- فرناندا بينيلا على موقع الاتحاد الدولي (مؤرشف)  (الإنجليزية)
- فرناندا بينيلا على موقع قاعدة بيانات كرة القدم.إي يو (الإنجليزية)
- فرناندا بينيلا على موقع أوليمبيديا (الإنجليزية)